# Ərəbcəbirli
Ərəbcəbirli è un comune dell'Azerbaigian situato nel distretto di Göyçay. Il comune consiste nei villaggi di Birinci Ərəbcəbirli ("Primo Ərəbcəbirli") e İkinci Ərəbcəbirli ("Secondo Ərəbcəbirli").